# Massimiliano Parla
Massimiliano Parla (1976) è un nuotatore italiano.
È un buon nuotatore in acque libere; nel fondo ha vinto una medaglia europea a Madrid nel 2004 e una ai Giochi del Mediterraneo a Bari nel 1997.

## Palmarès
| Campionati del mondo           | 10 km individuale  | 25 km individuale | 10 km a squadre                      |
| 2003 Barcellona Spagna         | ---                | 11º 5h 07'30"5    | ---                                  |
| 2004 Dubai Emirati Arabi Uniti | 14º 1h 55'56"6     | ---               | 4º - 6h 00'02"0 frazione: 1h 55'56"6 |
| Campionati europei             | 10 km individuale  | ---               | ---                                  |
| 2002 Berlino Germania          | 13º 1h 59'18"2     | ---               | ---                                  |
| 2004 Madrid Spagna             | Argento 1h 45'22"8 | ---               | ---                                  |
| Giochi del Mediterraneo        | 15 km individuale  | ---               | ---                                  |
| 1997 Bari Italia               | Bronzo 3h 13'14"   | ---               | ---                                  |